# Monontos ramellaris
Monontos ramellaris är en stekelart som först beskrevs av Tohru Uchida 1932.  Monontos ramellaris ingår i släktet Monontos och familjen brokparasitsteklar. Inga underarter finns listade i Catalogue of Life.